# Березовське міське поселення
Бере́зовське міське поселення (рос. Берёзовское городское поселение) — міське поселення у складі Березовського району Ханти-Мансійського автономного округу Тюменської області Росії.
Адміністративний центр — селище міського типу Березово.
Населення міського поселення становить 7581 особа (2017; 7939 у 2010, 7899 у 2002).
Станом на 2002 рік існували Березовська селищна рада (селище міського типу Березово, присілки Дьоминська, Тутлейм, Шайтанка) та Тегинська сільська рада (село Теги, селище Устрем, присілок Пугори).

## Склад
До складу міського поселення входять:
| Населений пункт                | Населення, осіб (2002) | Населення, осіб (2010) |
| ------------------------------ | ---------------------- | ---------------------- |
| Березово, селище міського типу | 7085                   | 7287                   |
| Дьомінська, присілок           | 69                     | 33                     |
| Пугори, присілок               | 78                     | 50                     |
| Тегі, село                     | 415                    | 356                    |
| Тутлейм, присілок              | 4                      | -                      |
| Устрьом, селище                | 52                     | 46                     |
| Шайтанка, присілок             | 196                    | 167                    |